# Золоті піски

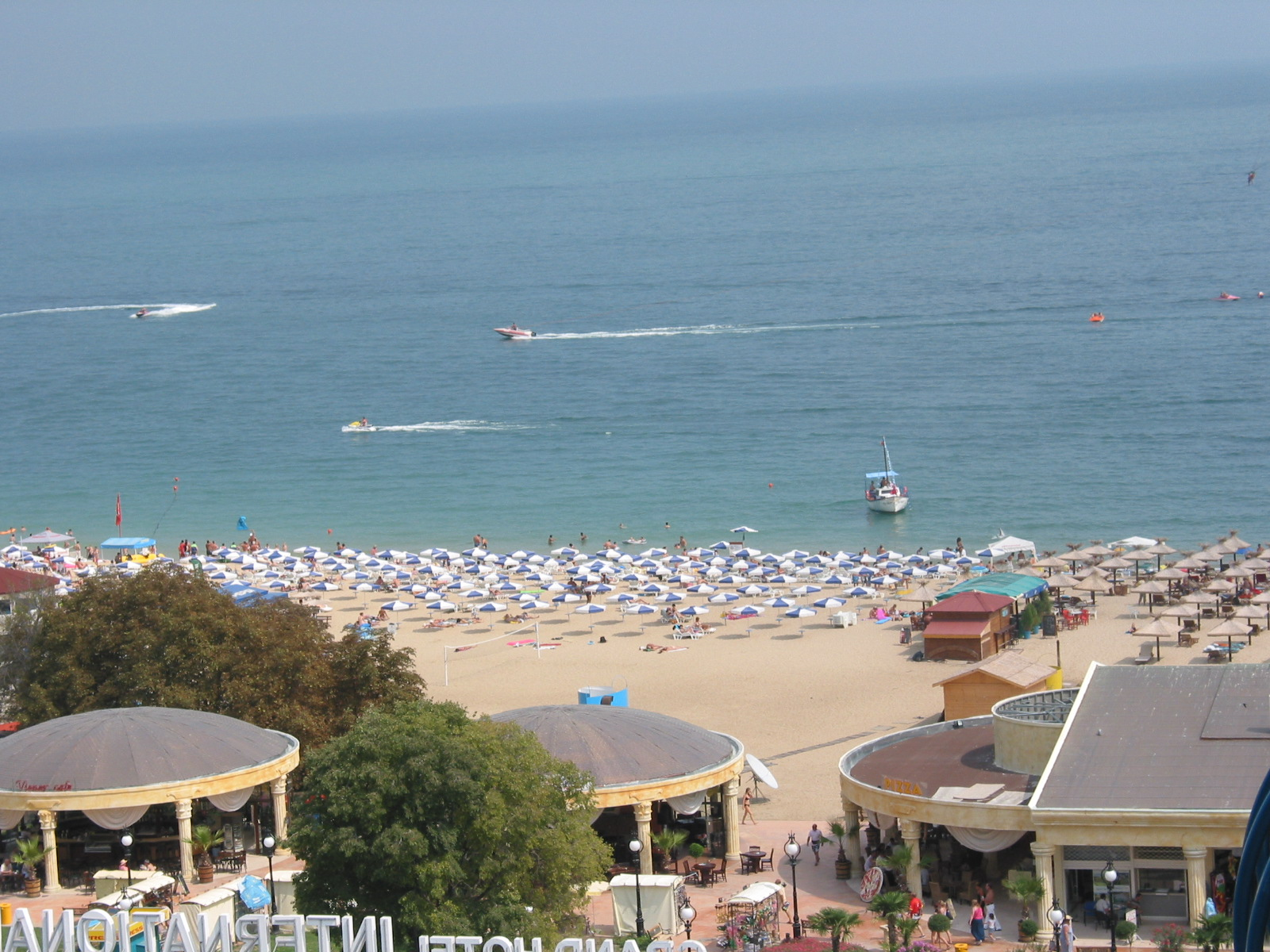

Золоті піски (болг. Златни пясъци) — приморський кліматичний курорт в Болгарії, на Чорному морі. Знаходиться за 18 км на північний схід від Варни на території природного парку «Золоті піски». Освоєння курорту розпочалося у 1957 році.

## Назва
Назва Золоті піски походить із стародавньої легенди, яка розповідає, як пірати закопали великий скарб золота на узбережжі на північ від міста Варна. Земля помстилася бандитам, перетворюючи золото на чудовий пісок. 

## Клімат
Зима на курорті м'яка (середня температура січня 2 °C), літо дуже тепле (середня температура липня 22,5 °C) і сонячне. Щорічно випадає близько 430 мм опадів. 
Піщаний пляж довжиною близько 4 км і шириною до 100 м. Численні готелі, спортивні споруди. Один з найпопулярніших приморських курортів Болгарії. Поблизу курорту монастир Аладжа (заснований в 4 столітті). Міжнародний туризм.

## Транспорт
Існує автобусний транспорт з Варни до Золотих пісків. Також є регулярні автобусні рейси з Софії через Варну до Золотих пісків.

Громадським транспортом з Варни до курорту ходять автобуси № 9 та № 409 (кінцева зупинка на Рів'єрі), а також № 109 та № 209 (кінцева зупинка на Панорамі).